# دانيال مندوزا
دانيال مندوزا (بالإنجليزية: Daniel Mendoza)‏ مواليد 5 يوليو 1764 - الوفاة 3 سبتمبر 1836، كان ملاكما سابقا في إنجليزيا.

## إحصائيات
خاض خلال مسيرته 36 نزالا، فاز في 34 ولم يتعادل، وخسر في 3. فاز بالضربة القاضية في 30 نزالا.

## روابط خارجية
- دانيال مندوزا على موقع الموسوعة البريطانية (الإنجليزية)